# 21587 Christopynn
21587 Christopynn è un asteroide della fascia principale del diametro medio di circa 19,28 km. Scoperto nel 1998, presenta un'orbita caratterizzata da un semiasse maggiore pari a 2,8500323 UA e da un'eccentricità di 0,0677720, inclinata di 12,46140° rispetto all'eclittica.